# Koron Imre
Koron Imre (Nemespann, 1762. október 30. – 1800. december 25.) plébános.

## Élete
Koron János (?-1786), a verebélyi szék alispánja és Ferenczy Katalin fia.
1783–84-ben Bécsben, 1786-ban Pozsonyban tanult teológiát, 1787–1789 között újbarsi káplán, 1789–1792 között Ímelyen, 1793-tól haláláig Párkányban plébános. Gazdag könyvtárát a plébániára hagyta.